# Nils Arne Rosén

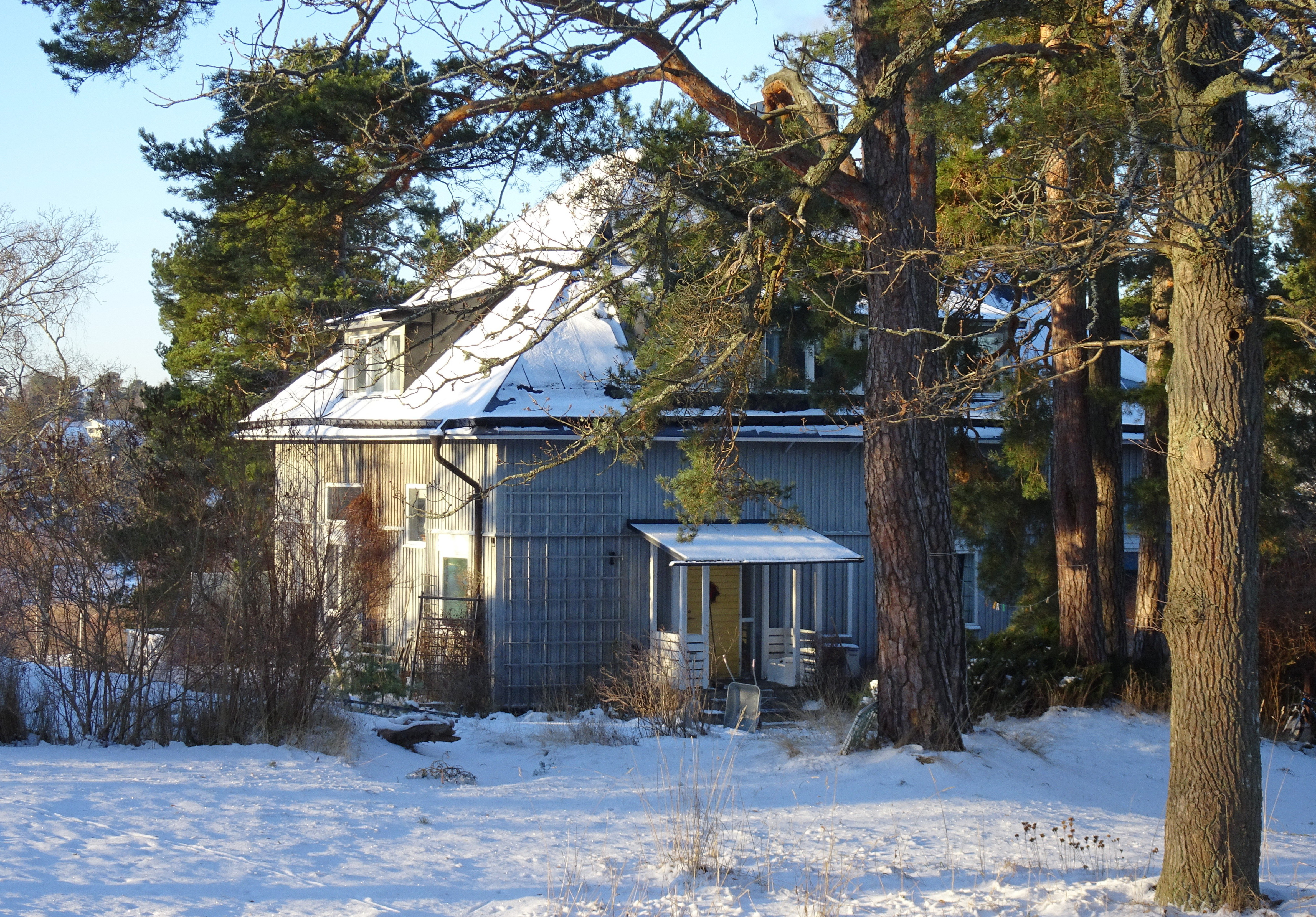
Den egna villan i Saltsjöbaden.

Nils Arne Rosén, född 24 september 1920 i Mora, död 3 augusti 1998 i Saltsjöbaden, var en svensk arkitekt.

## Biografi
Rosén var son till trävaruhandlaren Gottfrid Rosén och Elin Nordström. Han fick sin utbildning till arkitekt 1947 vid Kungliga Tekniska Högskolan i Stockholm och 1950–1951 vid Kungliga Konsthögskolan. 1951 tilldelades han utmärkelserna Hertigliga medaljen. Mellan 1953 och 1954 följde studieresor till Rom genom Svenska institutets Romstipendiat.
Han var anställd hos Sven Markelius 1947–1949, hos Sven Ivar Lind 1949–1951 och på Byggnadsstyrelsens kulturhistoriska byrå 1952. Det följde anställningar på Stockholms stadsbyggnadskontor och på Stockholms Spårvägars arkitektkontor. Mellan 1956 och 1963 var han assistent vid fakultet för stadsbyggnad på KTH. Mellan  1963 och 1979 var han vid Byggnadsstyrelsen huvudansvarig för de statliga kulturinstitutionernas lokalförsörjning. Från 1980 till 1986 var han chefsarkitekt vid Riksantikvarieämbetet. Rosén hade även egen arkitektverksamhet. Nils Arne Rosén var gift med den svenska inredningsarkitekten och formgivaren Sonna Rosén. På 1950-talet bosatte sig familjen i Villa Möller i Saltsjöbaden. Villan från 1897, ursprungligen ritat av Ernst Stenhammar, ritades om och anpassade till familjens krav.
Makarna Rosén är gravsatta på Skogsö kyrkogård.

## Verk i urval

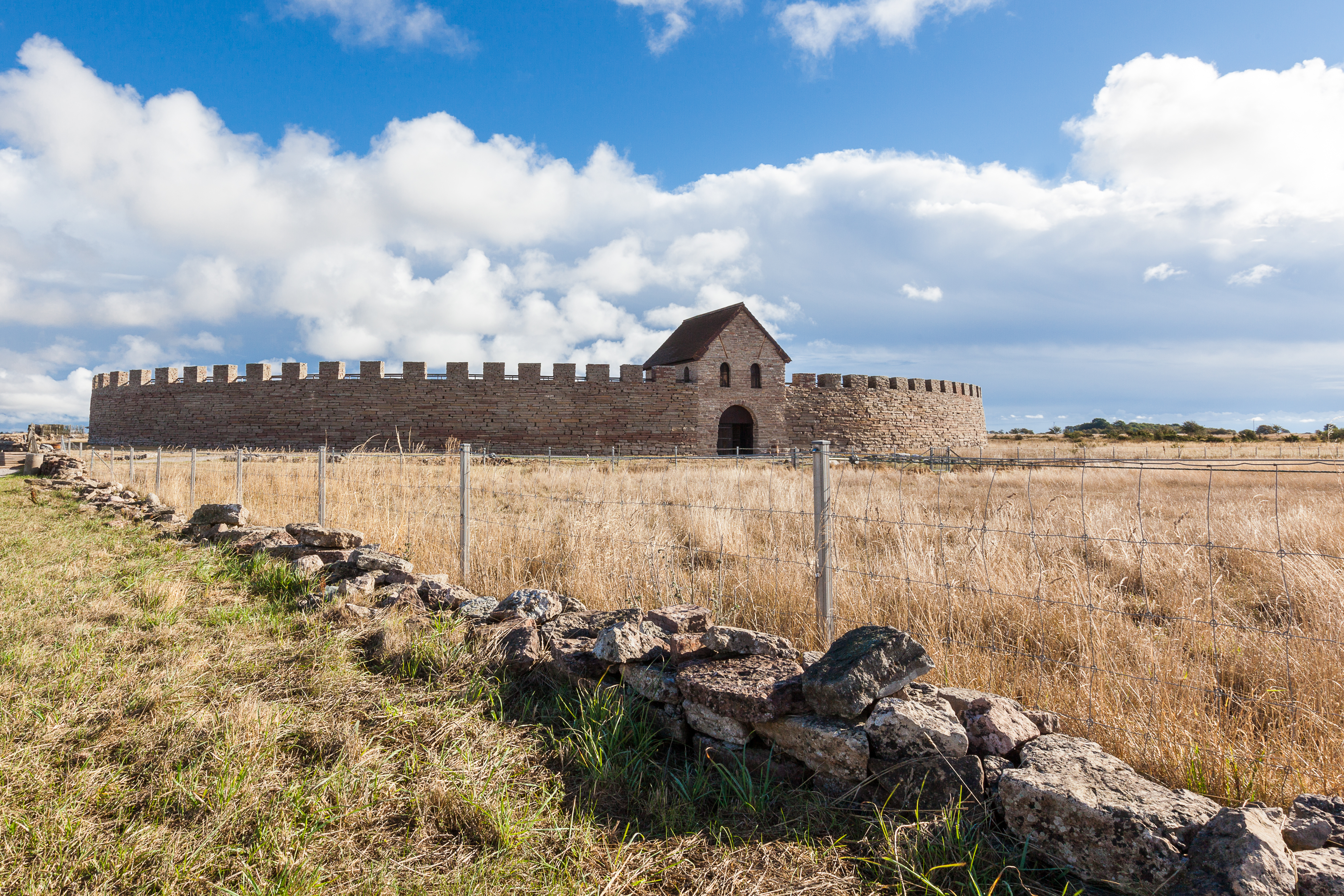
Eketorps borg.

Nils Arne Rosén medverkade som ansvarig arkitekt vid en lång rad renoveringar och restaureringar av kyrkor:
- Halls kyrka på Gotland
- Tofta kyrka på Gotland
- Levide kyrka i Visby stift
- Väte kyrka på Gotland
- Gällivare kyrka i Gällivare kommun

Som ansvarig arkitekt vid Riksantikvarieämbetet stod han för rekonstruktions- och nybyggnadsarbeten i Eketorps borg på Öland.